# Bethel (Connecticut)
Bethel è un comune di 18 760 abitanti degli Stati Uniti d'America, situato nella Contea di Fairfield nello Stato del Connecticut.